# Cultura do Iraque
A cultura do Iraque se confunde com a história da Humanidade.
Destaca-se a arte milenar do artesanato  tradicional iraquiano, do qual os melhores exemplos são os tapetes, baseia-se no rico legado da cultura árabe.Também usada na Mesopotâmia
Além do artesanato, os iraquianos são voltados para a literatura, tanto em prosa como em poesia. Destaca-se o poeta Nazik al-Malaaikah. Na escultura e na pintura sobressaíram Khaled al-Rahhal, Jawad Salim, Akra
Com o advento da invasão do Iraque pelos americanos, ainda não se tem conhecimento sobre os impactos do conflito sobre os museus e tesouros guardados desde a antiguidade pelo povo iraquiano, mas crê-se que serão grandes.